# Parroquia de Ouachita
La parroquia de Ouachita (en inglés: Ouachita Parish), fundada en 1807, es una de las 64 parroquias del estado estadounidense de Luisiana. En el año 2000 tenía una población de 147.250 habitantes con una densidad poblacional de 93 personas por km². La sede de la parroquia es Monroe.

## Geografía
Según la Oficina del Censo, la parroquia tiene un área total de 1639 km² (632,8 mi²), de la cual 1581 km² (610,4 mi²) es tierra y 57 km² (22,0 mi²) (3.50%) es agua.

### Parroquias adyacentes
- Parroquia de Union - norte
- Parroquia de Morehouse - noreste
- Parroquia de Richland - este
- Parroquia de Caldwell - sur
- Parroquia de Jackson - suroeste
- Parroquia de Lincoln - oeste

## Carreteras
- Interestatal 20
- U.S. Highway 80
- U.S. Highway 165
- Carretera Estatal de Luisiana 2
- Carretera Estatal de Luisiana 15
- Carretera Estatal de Luisiana 34

## Demografía
En el 2000 la renta per cápita promedia de la parroquia era de $32,047, y el ingreso promedio para una familia era de $40,206. En 2000 los hombres tenían un ingreso per cápita de $31,616 versus $23,139 para las mujeres. El ingreso per cápita para la parroquia era de $17,084. Alrededor del 20.70% de la población estaba bajo el umbral de pobreza nacional.

## Comunidades

### Ciudades y pueblos
- Monroe
- Richwood
- Sterlington
- West Monroe

### Lugares designados por el censo
- Brownsville-Bawcomville
- Claiborne
- Swartz

### Otra comunidad
- Calhoun